# 三遊亭萬橘
三遊亭 萬橘（さんゆうてい まんきつ）は寄席芸人の名跡。当代は4代目。

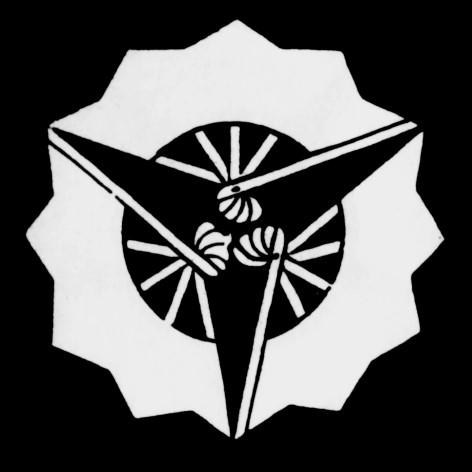
三遊亭圓朝一門定紋「高崎扇」

珍芸「ヘラヘラ」で名を挙げた初代が特に有名であり、ヘラヘラを継承していない3代目が新聞で「ヘラヘラの萬橘は……」と書かれたほどである。
代々音曲師が継承していた。音曲噺を専門とする音曲師が全滅したためか、戦後この名跡を襲名する者は現れていなかったが、2013年に六代目三遊亭圓橘門下の三遊亭きつつきが4代目を襲名した。
「へらへら踊り」はその後大阪宗右衛門町の料亭・南地大和屋が復活させ、現在でも演じられる。

## 初代
（1847年（逆算） - 1894年5月26日）本名は岸田 長右衛門。因州公お抱人足廻りの元締だったが、廃藩後は職を失い、日本橋浜町で萬長という寄席を開いていた。
幼少から落語に親しみ、友人らを集めて素人連の一派を作り真打で南桂舎和朝と名乗って自ら経営する萬長の高座にも上がっていたという。三遊亭圓朝にスカウトされ萬朝を名乗った。後に2代目三遊亭圓橘の門に移り三遊亭萬橘と改名した。
1880年頃、赤い手拭い、赤地の扇子を手にして、へらへら節なる他愛無い唄を歌い、奇妙な手つきで踊ったの珍芸が人気を得た。その芸を披露したのが1881年2月の金沢亭とされている。
この日の模様が「諸芸新聞」1881年2月11日付けの記事に次のように書かれている。
「金沢の夜、萬橘（へらへら）、圓遊（ステテコ）、談志（釜掘り）、芝楽（5代目可楽）、圓生、いつも午後八時客止め。打出しの客をはかる他、二夜ほど巡査が来て制したりと」
ヘラヘラ節は至る所で流行し、女へらへらや子へらへらなどまがい者までも登場し、寄席をにぎわした。その後は大阪でも披露し以後は大阪を中心に終生活動予定であったが病気になり帰京後死去した。
「ステテコの」初代三遊亭圓遊、「ヘラヘラ節の」、「釜掘り」の4代目立川談志、「ラッパの」 4代目橘家圓太郎と共に明治の「珍芸の四天王」と言われもてはやされた。人気ゆえに「ヘラヘラ坊萬橘」と呼ばれた。享年48。

## 2代目
（1857年? - 1898年8月8日）本名は鈴木 源七。初代柳家小せんの実の父。生家は浅草福井町の堤灯屋。25、6歳のころ初代の門下で三遊亭萬遊、後に2代目三遊亭圓橘の門で三遊亭千橘、1882年、3年ころに4代目七昇亭花山文を襲名、さらに1893年ころに4代目三遊亭圓生の門で生遊を経て1894年ころに2代目を襲名。1898年夏にチフスを患い高熱が出ても高座に出ていたが亡くなった。最後は床では意識を失いながらもうわ言のように都々逸を唄って息を引き取ったという。清元節、都々逸の素養があり『掛取万歳』などを得意とした。享年41?。俗に「ちょうちんやの萬橘」。

## 3代目
（1866年11月10日 - 1937年11月2日）本名は吉沢 国太郎。音曲師として有名。明治20年代前半に勇車といったが誰の門下にいたか不明。1891年に初高座、明治30年代前半？に初代三遊亭圓右の門で三遊亭新右から1904年ころに3代目を継いだ。
圓右のひざがわりを長年勤め、噺では先代の2代目同様に『掛取万歳』を得意とした、圓右没後は睦会や初代柳家三語楼の落語協会によく出勤していた。晩年は不遇で神田水道橋から身を投じ自殺未遂をしその数日後に死去した。SPレコードも明治末期から大正にかけて15枚ほど残しておりラジオにも出演していた。享年71。